# Maike Timmermann
Maike Ulrika Timmermann (* 24. März 1989 in Husum) ist eine deutsche Fußballspielerin.

## Karriere
In der Jugend spielte Maike Timmermann für Blau-Weiß Friedrichstadt und den 1. FC Binz. Beim SV Frisia 03 Risum-Lindholm unterstützte sie die Frauen und ihr gelang mit der Mannschaft der Aufstieg in die Verbandsliga Nord. In der Winterpause 2010 wechselte sie von TuRa Meldorf (Schleswig-Holstein-Liga) zum Hamburger SV, wo sie anfangs in der 3. Mannschaft eingesetzt wurde. Mit diesem Team gelang ihr 2010 der Aufstieg in die Regionalliga. Ab Februar 2011 spielte sie in der 2. Mannschaft und gewann die Meisterschaft in der 2. Fußball-Bundesliga Nord.

### Saison 2011/12
Im Mai 2011 unterschrieb sie einen Zweijahresvertrag bei der 1. Mannschaft des Hamburger SV und gab am 21. August 2011 ihr Debüt in der Frauen-Bundesliga im Spiel gegen den 1. FFC Turbine Potsdam (0:4). Ihr erstes Pflichtspieltor im Trikot der 1. Mannschaft erzielte sie am 11. September 2011 im DFB-Pokal gegen den SV Blau-Weiß Hohen Neuendorf zum 3:0, ihr erstes Bundesligator am 6. November 2011 gegen die SG Essen-Schönebeck (Endstand 1:1). In der Hinrunde der Saison 2011/12 konnte sich Maike Timmermann fest in der Frauen-Bundesliga etablieren, sie kam bei allen zehn Spielen für den Hamburger SV zum Einsatz, davon stand sie 9-mal in der Anfangsformation und erzielte zwei Tore. In der Rückrunde verringerte sich ihre Einsatzzeit, unter anderem auch verletzungsbedingt. So wurde sie in 9 Spielen 8-mal eingewechselt. Dabei erzielte sie weitere 3 Tore. Im DFB-Pokal erzielte sie in 4 Spielen 3 Tore. Am Ende der Saison zog der Hamburger SV die erste Mannschaft, trotz sportlich erreichtem Klassenerhalt (Platz 9), für die Frauen-Bundesliga und 2. Frauen-Bundesliga zurück, um in der Saison 2012/13 in der Regionalliga Nord anzutreten.

### Saison 2012/13
Am 1. Juli 2012 wechselte Maike Timmermann zum Zweitligisten SV Werder Bremen. In der Saison 2012/13 der 2. Bundesliga Nord wurde sie in 21 Spielen eingesetzt, davon stand sie 9-mal in der Startaufstellung und erzielte 7 Tore. Im DFB-Pokal erzielte sie in 3 Spielen 4 Tore. Der SV Werder Bremen beendete die Saison auf Tabellenplatz 5.

### Saison 2013/14
Zu Beginn der Saison 2013/14 spielte Timmermann für die zweite Mannschaft des SV Werder Bremen in der Regionalliga Nord, kam aber parallel auch in der ersten Mannschaft in der 2. Fußball-Bundesliga Nord zum Einsatz. Im Januar 2014 löste sie ihren Vertrag beim SV Werder auf und wechselte zum Regionalligakonkurrenten Holstein Kiel, mit dem sie am Saisonende als Meister wieder in die 2. Bundesliga aufstieg.
Im Sommer 2016 verließ sie Holstein Kiel wieder und ging zum TSV Klausdorf.

## Erfolge
- Aufstieg in die Regionalliga 2010 (mit Hamburger SV III)
- Gewinn der Meisterschaft der 2. Fußball-Bundesliga Nord 2010/11 (mit Hamburger SV II)

## Persönliches
Timmermann begann im Oktober 2009 ein Lehramtsstudium an der Universität Hamburg. Seit 2012 setzt sie ihr Studium in Oldenburg fort.